# Paratapinocyba kumadai
Paratapinocyba kumadai är en spindelart som beskrevs av Saito 1986. Paratapinocyba kumadai ingår i släktet Paratapinocyba och familjen täckvävarspindlar. Inga underarter finns listade i Catalogue of Life.